# Manish
Manish, schottisch-gälisch Manais, ist ein Weiler auf der schottischen Hebrideninsel Lewis and Harris.

## Lage
Der Weiler liegt auf Harris, dem Südteil der Doppelinsel, in der Region South Harris. An der Nordküste von Loch Flodabay gelegen, gehört die kleine Halbinsel Ard Manish, welche den nördlichen Abschluss der Bucht bildet, zum Ortsgebiet. Die nächstgelegenen Ortschaften sind die Weiler Ardslave im Nordosten und Flodabay im Süden. Tarbert, der Hauptort von Harris, befindet sich etwa zwölf Kilometer nordöstlich.

## Geschichte
Auf der ersten, 1882 aufgenommenen, Karte der Ordnance Survey von Inverness-shire sind in Manish 13 bedachte, zwei teilweise bedachte und acht unbedachte Gebäude verzeichnet, darunter die Manish School und die 1853 errichtete Manish Free Church mit dem zugehörigen Pfarrhaus. Die Karte von 1973 zeigt hingegen 21 bedachte, ein teilweise bedachtes und 34 unbedachte Gebäude. Die Manish School wurde im Jahre 2000 geschlossen.